# Dibrowa (rejon kramatorski)
Dibrowa (ukr. Діброва) – wieś na Ukrainie, w obwodzie donieckim, w rejonie kramatorskim. W 2001 liczyła 329 mieszkańców.